# FIBA Hall of Fame
O FIBA Hall of Fame ou Hall da Fama da Federação Internacional de Basquetebol é um salão da fama que pretende honrar jogadores, técnicos e administradores que contribuíram internacionalmente para o basquetebol. Foi estabelecido em 1991 pela FIBA. Inclui a Biblioteca Samaranch, assim nominada em homenagem a Juan Antonio Samaranch, um dos maiores jogadores de basquetebol, e que, em 2007, teve vendidos 10 000 livros e 950 revistas relacionadas ao basquetebol para 65 países. A cerimônia ocorre a cada dois anos, tendo iniciado em 2007.

## Jogadores masculinos

### Introduzidos
- Rússia: Sergei Belov, Alexandr Belov
- Espanha: Emiliano Rodriguez, Fernando Martín
- Sérvia: Radivoj Korać, Dražen Dalipagić
- Croácia: Krešimir Ćosić, Dražen Petrović
- Bósnia e Herzegovina: Mirza Delibašić
- Eslovênia: Ivo Daneu
- Itália: Pierluigi Marzorati
- Grécia: Nikos Galis
- Brasil: Kanela[3]
- Brasil: Amaury Pasos
- Brasil: Oscar Schmidt
- Argentina: Oscar Furlong
- Porto Rico: Teófilo Cruz
- Estados Unidos: Bill Russell

### Candidatos
- Brasil: Wlamir Marques, Waldemar Blatskauskas, Ruy de Freitas, Marcel de Souza, Edson Bispo dos Santos, Antônio Salvador Sucar, Affonso Évora, Alfredo da Motta, Jatyr Eduardo Schall, Carmo de Souza "Rosa Branca", Carlos Domingos Massoni "Mosquito", Zenny de Azevedo "Algodão"
- Sérvia: Dragan Kićanović, Zoran "Moka" Slavnić, Vlade Divac, Predrag Danilović, Dejan Bodiroga, Aleksandar Đorđević
- Estados Unidos: Michael Jordan, Magic Johnson, Jerry West, Oscar Robertson, David Robinson, Bob Kurland
- Letônia: Rūdolfs Jurciņš, Jānis Krūmiņš, Valdis Muižnieks, Maigonis Valdmanis, Valdis Valters
- Grécia: Georgios Kolokithas, Panagiotis Giannakis, Fanis Christodoulou, Panagiotis Fasoulas
- Lituânia: Modestas Paulauskas, Šarūnas Marčiulionis, Arvydas Sabonis
- Espanha: Juan Antonio San Epifanio, Francesc "Nino" Buscató
- Chéquia: Ivan Mrázek, Jiří Zídek Sr.
- Porto Rico: Raymond Dalmau, Juan "Pachin" Vicens
- Austrália: Eddie Palubinskas, Andrew Gaze
- Cuba: Ruperto Herrera, Pedro Chappe
- Síria: Jacques Bachayani, Koutrach Tarif
- Itália: Dino Meneghin
- Montenegro: Žarko Paspalj
- Rússia: Gennadi Volnov
- Ucrânia: Vladimir Tkachenko
- Alemanha: Detlef Schrempf
- Países Baixos: Rik Smits
- Israel: Miki Berkovich
- Polónia: Mieczysław Łopatka
- Hungria: János Greminger
- Canadá: Leo Rautins
- México: Manuel Raga
- Uruguai: Oscar Moglia
- Equador: Nicolás Lapentti
- Jordânia: Awwad Mfadi Haddad

## Jogadoras femininas

### Introduzidas
- Itália: Liliana Ronchetti
- Bulgária: Vanya Voynova
- Letônia: Uļjana Semjonova
- Estados Unidos: Ann Meyers
- Brasil: Hortência Marcari
- Brasil: Fracine Teixeira

### Candidatas
- Brasil: Marlene Jose Bento, Delcy Ellender Marques, Laís Elena Aranha da Silva, Maria Helena Cardoso, Nilza Monte Garcia, Maria Helena Campos "Heleninha", Norma Pinto de Oliveira "Norminha"
- Letônia: Dzintra Grundmane, Helēna Bitnere-Hehta, Silvija Radone-Krodere, Maija Saleniece-Siliņa, Skaidrīte Smildziņa-Budovska, Dzidra Uztupe-Karamiševa
- Rússia: Nina Poznanskaya, Tatiana Ovechkina, Olga Soukharnova
- Itália: Catarina Pollini, Mara Fullin, Mabel Bocchi
- Estados Unidos: Anne Donovan, Teresa Edwards, Cheryl Miller
- Hungria: Agnes Nemeth, Lenke Kiss
- Espanha: Elisabeth Cebrián
- Sérvia: Marija Veger-Demsar
- Bulgária: Penka Stojanova
- França: Jacky Chazalon
- Austrália: Robyn Maher
- China: Liu Yumin
- Coreia do Sul:  Shin-Ja Park

## Técnicos

### Introduzidos
- Rússia: Alexandr Gomelski, Vladimir Kondrashin, Lidia Alexeyeva
- Sérvia: Aleksandar "Aca" Nikolić, Ranko Žeravica
- Estados Unidos: Dean Smith, Henry "Hank" Iba
- Espanha: Antonio Díaz-Miguel
- Itália: Giancarlo Primo
- Brasil: Togo Renan Soares "Kanela"

### Candidatos
- Sérvia: Dušan Ivković, Božidar "Boža" Maljković, Želimir "Željko" Obradović, Svetislav Pešić, Milan Vasojević
- Itália: Cesare Rubini, Alessandro "Sandro" Gamba, Valerio Bianchini
- Letônia: Oļģerts Altbergs, Valdemārs Baumanis, Raimonds Karnītis
- Argélia: Tayeb Abdelhadi, Kaddour Bilekdar, Tayeb Zenati
- Polónia: Witold Zagórski, Ludwik Miętta
- Bulgária: Dimitar Mitev, Ivan Galabov
- Croácia: Mirko Novosel
- Espanha: Pedro Ferrándiz
- Grécia: Nikos Nisiotis
- Estados Unidos: Pete Newell
- Porto Rico: Julio Toro
- Canadá: Jack Donohue
- Austrália: Lindsay Gaze
- Síria: Najeeb Rateb Al Sheikh
- Iraque: Ghazi Talib

## Oficiais técnicos

### Introduzidos
- Sérvia: Obrad Belošević
- Itália: Pietro Reverberi
- Rússia: Vladimir Kostin
- Hungria: Ervin Kassai
- Brasil: Renato Righetto
- Uruguai: Mario Hopenhaym
- Canadá: Allen Rae

### Candidatos
- Letônia: Tālivaldis Pētersons, Imants Pļaviņš, Miervaldis Ramans, Jāzeps Šadeiko
- Grécia: Costas Rigas, Kostas Dimou, Spyridon Kamizoulis, Antonios Skylogiannis
- Espanha: Miguel Ángel Betancor, Pedro Hernández-Cabrera
- Bulgária: Artenik Arabadjian, Valentin Lazarov
- Estados Unidos: Zigmund "Red" Mihalik, Jim Bain
- Iraque: Ali Al-Safar, Yousif Taher Al-Wahab
- França: Yvan Mainini
- Itália: Gualtiero Follati
- Países Baixos: Piet Leegwater
- Suíça : Marcel Pfeuti
- Luxemburgo: Léon Brosius
- Austrália: John Holden
- Porto Rico: Calvin Pacheco
- Bahamas: Vincent Ferguson

## Contribuidores

### Introduzidos
- Oito federações fundadoras da FIBA (Argentina, Checoslováquia, Grécia, Itália, Letônia, Portugal, Romênia, Suíça)
- Espanha: Anselmo López, Raimundo Saporta
- Sérvia: Nebojša Popović, Radomir Shaper
- Estados Unidos: Willard N. Greim, Edward S. Steitz
- Brasil: Antonio dos Reis Carneiro, José Claudio Dos Reis
- Egito: Abdel Azim Ashry, Abdel Moneim Wahby
- Rússia: Nikolai Semashko
- Sérvia: Borislav Stanković
- França: Robert Busnel
- Itália: Decio Scuri
- Inglaterra: Renato William Jones
- Turquia: Turgut Atakol
- Polónia: Marian Kozlowski
- Hungria: Ferenc Hepp
- Áustria: August Pitzl
- Suíça : Léon Bouffard
- Canadá: James Naismith
- Peru: Eduardo Airaldi Rivarola
- Filipinas: Dionisio "Chito" Calvo
- Japão: Yoshimi Ueda
- Coreia do Sul: Yoon Duk-Joo

### Candidatos
- Alemanha: Ursula Frank, Manfred Ströher, Hans-Joachim Otto
- Espanha: Ernesto Segura De Luna
- Itália: Aldo Vitale
- Polónia: Kajetan Hadzelek
- Bulgária: Bozhidar Takev
- Áustria: Friedrich Walz
- Luxemburgo: Henri Heyart
- Estados Unidos: George E. Killian
- Brasil: Ivan Raposo
- Venezuela: Israel Sarmiento Ramirez
- Austrália: Alistair Ramsay
- Filipinas: Gonzalo "Lito" Puyat
- China: Carl Men-Ky Ching
- Senegal: Abdoulaye Sèye Moreau